# Before You Let Me Go
Before You Let Me Go is een single van Kane in duet met Ilse DeLange.
De studio-opname verscheen op Kanes album What if uit 2003. Echter het was al te horen als Dead end op het album So glad you made it. Woesthoff had de titel gewijzigd. Tijdens de promotietoer voor What if zag de band voor een concert in Ahoy Rotterdam gelegenheid Ilse DeLange te strikken voor een live-uitvoering die op deze single werd uitgebracht. Zij nam het vervolgens mee op haar album Here I am 1998-2003. Before You Let Me Go werd aangevuld met een liveversie van Rain down on me uit hetzelfde concert en een remix door Dj Tiësto van datzelfde nummer.

## Hitnotering
De Belgische BRT Top 30 en de Vlaamse Ultratop 30 werden niet bereikt.

### Nederlandse Top 40
Hier werd het plaatje eerst verkozen tot alarmschijf.
| Positie: | 35 | 4 | 4 | 8 | 9 | 13 | 19 | 24 | 21 | 33 | uit |

### NederlandseSingle Top 100
The Underdog Project vs. Sunclub met Summer jam 2003 en Veldhuis & Kemper met Ik wou dat ik jou was hielden Kane en DeLange van de eerste plaats af.
| Hitnotering: 12-7-2003 t/m 25-10-2003 | Hitnotering: 12-7-2003 t/m 25-10-2003 | Hitnotering: 12-7-2003 t/m 25-10-2003 | Hitnotering: 12-7-2003 t/m 25-10-2003 | Hitnotering: 12-7-2003 t/m 25-10-2003 | Hitnotering: 12-7-2003 t/m 25-10-2003 | Hitnotering: 12-7-2003 t/m 25-10-2003 | Hitnotering: 12-7-2003 t/m 25-10-2003 | Hitnotering: 12-7-2003 t/m 25-10-2003 | Hitnotering: 12-7-2003 t/m 25-10-2003 | Hitnotering: 12-7-2003 t/m 25-10-2003 | Hitnotering: 12-7-2003 t/m 25-10-2003 | Hitnotering: 12-7-2003 t/m 25-10-2003 | Hitnotering: 12-7-2003 t/m 25-10-2003 | Hitnotering: 12-7-2003 t/m 25-10-2003 | Hitnotering: 12-7-2003 t/m 25-10-2003 | Hitnotering: 12-7-2003 t/m 25-10-2003 | Hitnotering: 12-7-2003 t/m 25-10-2003 |
| Week:                                 | 1                                     | 2                                     | 3                                     | 4                                     | 5                                     | 6                                     | 7                                     | 8                                     | 9                                     | 10                                    | 11                                    | 12                                    | 13                                    | 14                                    | 15                                    | 16                                    |                                       |
| ------------------------------------- | ------------------------------------- | ------------------------------------- | ------------------------------------- | ------------------------------------- | ------------------------------------- | ------------------------------------- | ------------------------------------- | ------------------------------------- | ------------------------------------- | ------------------------------------- | ------------------------------------- | ------------------------------------- | ------------------------------------- | ------------------------------------- | ------------------------------------- | ------------------------------------- | ------------------------------------- |
| Positie:                              | 3                                     | 3                                     | 5                                     | 5                                     | 6                                     | 9                                     | 8                                     | 11                                    | 12                                    | 18                                    | 24                                    | 32                                    | 37                                    | 41                                    | 54                                    | 89                                    | uit                                   |

### NPO Radio 2 Top 2000
Before you let me go stond alleen in 2014 in de NPO Radio 2 Top 2000, op plek 1711.